# Lindernia diffusa
Lindernia diffusa é uma espécie botânica do gênero Lindernia pertencente à família Linderniaceae.